# Schlacht am Schoppendamm
Die Schlacht am Schoppendamm fand während des Zweiten Rügischen Erbfolgekrieges 1351 bei Loitz statt.

## Vorgeschichte und Verlauf

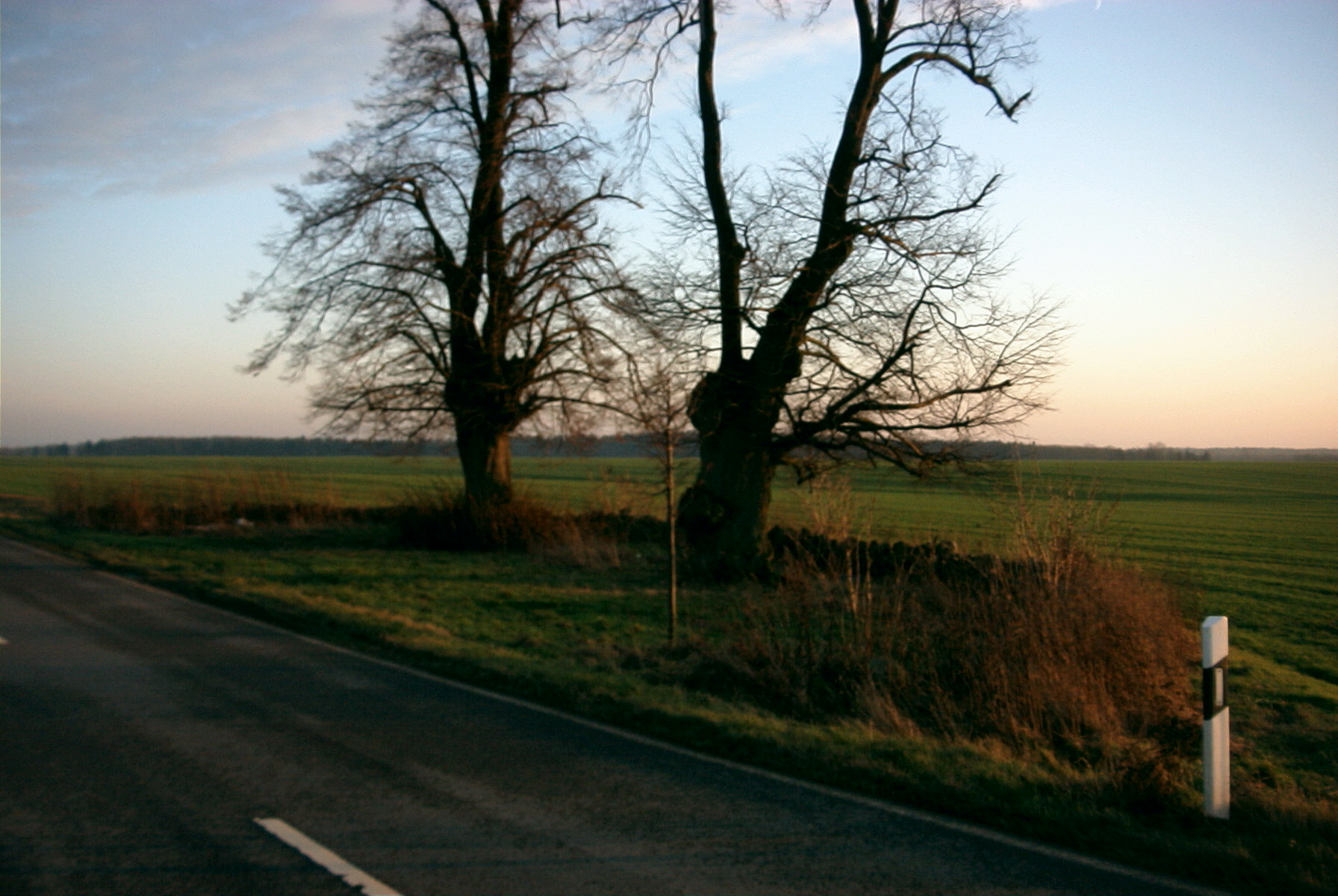
Steinring an Straße Gützkow – Loitz

Nachdem sich die Verhandlungen und auch kriegerische Auseinandersetzungen seit 1340, dem Fristablauf für die Verpflichtungen aus dem Brudersdorfer Frieden von 1328 wegen Rügen zwischen Mecklenburg und Pommern hingezogen haben, wurde als Vermittler der dänische König eingesetzt – vergebens. Jetzt müssen die Waffen das letzte Wort sprechen. Es begann 1351 der 2. Rügensche Erbfolgekrieg zwischen Mecklenburg und Pommern wegen des Rügenschen Erbes. Die Mecklenburger zogen gegen Loitz.
Graf Johann V. von Gützkow heiratete am 25. Oktober 1351. Als Gäste werden genannt, u. a. die Behre, die Horn und die Austine. Auch die Herzöge mit ihren Frauen sind bei der Hochzeitszeremonie in Greifswald mit dabei. Graf Johann V. heiratete die Baronin Gesa von Putbus, eine Tochter von Stoislaw III. von Putbus.
Während der Feier rief Herzog Barnim IV. von Pommern-Wolgast seine Gefolgsleute zum Kampf. Die Mecklenburger wollen sich in Loitz in der Schoppenburg, einer alten Befestigung aus dem Jahr 1326 festsetzen. Das schnell zusammengestellte pommersche Heer konnte die Mecklenburger sofort stellen. An der Spitze der Entsatz-Streitmacht von Herzog Barnim III. von Pommern-Stettin verfolgte Graf Johann V. von Gützkow die fliehenden, schon fast besiegten Mecklenburger auf dem Schoppendamm vor Loitz, preschte aber zu weit vor, wurde umzingelt und getötet. An der Grenze der Grafschaft wurde der Leichnam von Graf Johann IV. abgeholt, die Stelle ist noch heute sichtbar mit einem Steinring (halbseitig der Straße). Graf Johann V. von Gützkow wurde im Grauen Kloster in Greifswald beigesetzt. Die Witwe Gesa ging danach in das Kloster nach Bergen.
Diesem Schlachtentod wurde das Gedicht "Pommerntreue" gewidmet.
Klaus Hahn, der Feldhauptmann des Herzogs Albrecht von Mecklenburg wurde bei der Schlacht verwundet und dann gefangen. Durch Herzog Barnim III. von Pommern-Stettin wurden die Mecklenburger vernichtend geschlagen.
In der Folge kam es 1354 zum Frieden von Stralsund.
Noch heute gibt es die Schoppenmühle nördlich von Loitz im Ortsteil Schwinge, daneben der Damm (alter Weg Gützkow – Loitz).